# The Dictator (film 1915)
The Dictator è un film muto del 1915 diretto da Oscar Eagle che si basa sull'omonimo lavoro teatrale di Richard Harding Davis andato in scena in prima al Criterion Theatre di Broadway il 4 aprile 1904
La Famous Players-Lasky ne fece un remake nel 1922, sempre dal titolo The Dictator, che aveva come protagonista Wallace Reid.

## Trama
Brooke Travers sta per partire con il suo cameriere per una crociera ma, durante il tragitto, si mette a discutere con un tassista per la tariffa esosa e, durante la discussione, i due litiganti finiscono tutti e due per cadere nel fiume. Credendo che il tassista sia morto, il valletto salva Brooke e, per sfuggire alla polizia, lo imbarca su un piroscafo diretto Porto Banos, una repubblica centroamericana. Sulla nave, Brooke conosce Lucy Sheridan e se ne innamora. La ragazza sta andando a raggiungere l'uomo che deve sposare, un missionario che però non ha mai visto. La situazione a Porto Banos è caotica: Bowie, il console americano, dovrebbe diventare il dittatore del paese ma teme di venire assassinato a causa della rivoluzione che ha istigato. Brooke viene coinvolto in una ridda di avventure e di incidenti che vedono protagonisti anche Lucy, il missionario, i rivoluzionari, la moglie del console, un investigatore arrivato dagli Stati Uniti... Brooke sta addirittura per essere giustiziato al posto di Bowie, che si è tenuto in disparte fingendo di avere la febbre gialla: il giovanotto verrà salvato dall'esecuzione dall'arrivo di una nave da guerra statunitense.

## Produzione
Il film fu prodotto dalla Famous Players Film Company. Alcune delle scene vennero girate a Cuba.

## Distribuzione

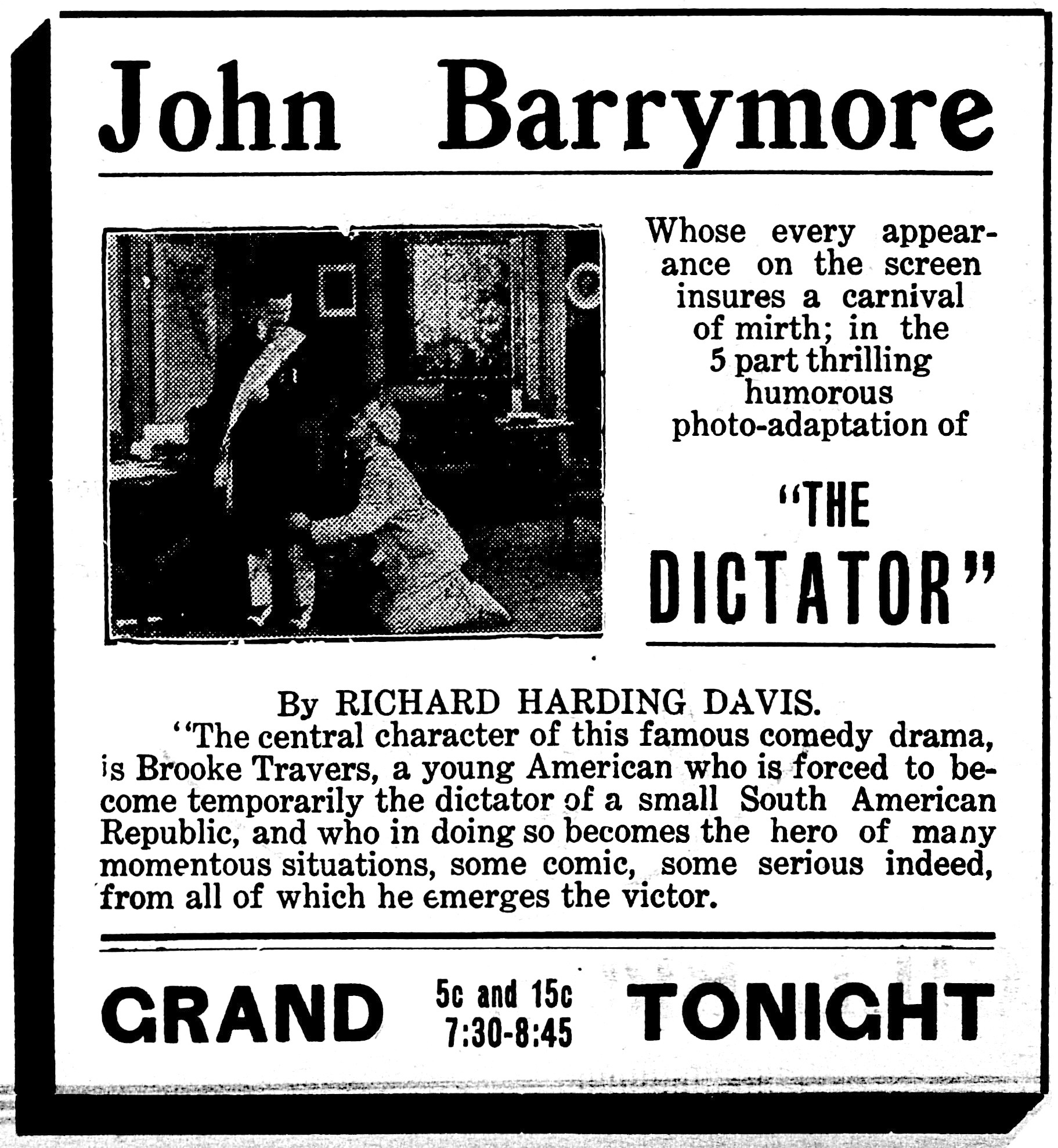

Distribuito dalla Paramount Pictures, il film uscì nelle sale statunitensi il 21 giugno 1915. Ne fu fatta una riedizione uscita il 13 aprile 1919.
Non si conoscono copie ancora esistenti della pellicola che viene considerata presumibilmente perduta.